# Louis D'Esposito
Louis D'Esposito (n. 1958, El Bronx, Nueva York, Estados Unidos) es un cineasta y productor estadounidense conocido por ser el copresidente de Marvel Studios, empresa que se encarga del desarrollo del Universo cinematográfico de Marvel (MCU).

## Trayectoria
En 2009 fue nombrado copresidente de Marvel Studios.
D'Esposito se comprometió con la modelo puertorriqueña Dayanara Torres en septiembre de 2018, con quién tenía una relación desde 2017. En noviembre de 2018 se separaron, después de que se anunciara que la modelo padecía cáncer.

## Filmografía
| Año       | Título                                                              | Rol                            | Notas                                                      |
| --------- | ------------------------------------------------------------------- | ------------------------------ | ---------------------------------------------------------- |
| 1983      | Eddie y los Cruisers                                                | como guitarrista en El Marko   |                                                            |
| 1991      | No me mientas que te creo                                           | Productor asociado             |                                                            |
| 1991      | Once Around                                                         | Ayudante de dirección          |                                                            |
| 1992      | Basic Instinct                                                      | Productor asociado             |                                                            |
| 1997      | Golpe bajo                                                          | Director                       |                                                            |
| 2002      | Stuart Little 2                                                     | Ayudante de dirección          |                                                            |
| 2003      | S.W.A.T.                                                            | Productor ejecutivo            |                                                            |
| 2005      | Zathura: A Space Adventure                                          | Productor ejecutivo            |                                                            |
| 2006      | En busca de la felicidad                                            | Productor ejecutivo            |                                                            |
| 2008      | Iron Man                                                            | Productor ejecutivo            |                                                            |
| 2010      | Iron Man 2                                                          | Productor ejecutivo            |                                                            |
| 2011      | Thor                                                                | Productor ejecutivo            |                                                            |
| 2011      | Capitán América: el primer vengador                                 | Productor ejecutivo            |                                                            |
| 2011      | Marvel One-Shot: El Consultor                                       | Productor ejecutivo            | Cortometraje                                               |
| 2011      | Marvel One-Shot: A Funny Thing Happened on the Way to Thor's Hammer | Productor ejecutivo            | Cortometraje                                               |
| 2012      | The Avengers                                                        | Productor ejecutivo            |                                                            |
| 2013      | Iron Man 3                                                          | Productor ejecutivo            |                                                            |
| 2013      | Agente Carter                                                       | Director                       | Cortometraje                                               |
| 2013      | Thor: The Dark World                                                | Productor ejecutivo            |                                                            |
| 2014      | Marvel One-Shot: All Hail the King                                  | Productor ejecutivo            | Cortometraje                                               |
| 2014      | Captain America: The Winter Soldier                                 | Productor ejecutivo            |                                                            |
| 2014      | Guardianes de la Galaxia                                            | Productor ejecutivo            |                                                            |
| 2015      | Avengers: Age of Ultron                                             | Productor ejecutivo            |                                                            |
| 2015      | Ant-Man                                                             | Productor ejecutivo            |                                                            |
| 2015-2016 | Agent Carter                                                        | Productor ejecutivo y director | Productor ejecutivo en 18 episodios Director en 1 episodio |
| 2016      | Capitán América: Civil War                                          | Productor ejecutivo            |                                                            |
| 2016      | Doctor Strange                                                      | Productor ejecutivo            |                                                            |
| 2017      | Guardianes de la Galaxia vol. 2                                     | Productor ejecutivo            |                                                            |
| 2017      | Spider-Man: Homecoming                                              | Productor ejecutivo            |                                                            |
| 2017      | Thor: Ragnarok                                                      | Productor ejecutivo            |                                                            |
| 2018      | Black Panther                                                       | Productor ejecutivo            |                                                            |
| 2018      | Avengers: Infinity War                                              | Productor ejecutivo            |                                                            |
| 2018      | Ant-Man and the Wasp                                                | Productor ejecutivo            |                                                            |
| 2019      | Capitana Marvel                                                     | Productor ejecutivo            |                                                            |
| 2019      | Avengers: Endgame                                                   | Productor ejecutivo            |                                                            |
| 2019      | Spider-Man: Lejos de Casa                                           | Productor ejecutivo            |                                                            |
| 2021      | WandaVision                                                         | Productor ejecutivo            | Miniserie                                                  |
| 2021      | The Falcon and the Winter Soldier                                   | Productor ejecutivo            | Miniserie                                                  |
| 2021      | Black Widow                                                         | Productor ejecutivo            |                                                            |
| 2021      | Loki                                                                | Productor ejecutivo            | Miniserie animada                                          |
| 2021      | Shang-Chi y la leyenda de los Diez Anillos                          | Productor ejecutivo            |                                                            |
| 2021      | What If...?                                                         | Productor ejecutivo            | En 9 episodios                                             |
| 2021      | Eternals                                                            | Productor ejecutivo            |                                                            |
| 2021-2023 | Marvel Studios: Unidos                                              | Productor ejecutivo            | Serie documental                                           |
| 2021      | Spider-Man: No Way Home                                             | Productor ejecutivo            |                                                            |
| 2021      | Hawkeye                                                             | Productor ejecutivo            | Miniserie                                                  |
| 2022      | Moon Knight                                                         | Productor ejecutivo            | Miniserie                                                  |
| 2022      | Doctor Strange en el multiverso de la locura                        | Productor ejecutivo            |                                                            |
| 2022      | Ms. Marvel                                                          | Productor ejecutivo            | Miniserie                                                  |
| 2022      | Thor: Love and Thunder                                              | Productor ejecutivo            |                                                            |
| 2022      | She-Hulk: Attorney at Law                                           | Productor ejecutivo            | Miniserie                                                  |
| 2023      | Black Panther: Wakanda Forever                                      | Productor ejecutivo            |                                                            |
| 2023      | Secret Invasion                                                     | Productor ejecutivo            | Miniserie                                                  |
| 2023      | Guardianes de la Galaxia vol. 3                                     | Productor ejecutivo            |                                                            |
| 2023      | Ironheart                                                           | Productor ejecutivo            | Miniserie, en rodaje                                       |
| 2023      | Echo                                                                | Productor ejecutivo            | Miniserie, en posproducción                                |